# Đại hội Thể dục Thể thao toàn quốc 1985
Đại hội Thể dục Thể thao toàn quốc lần thứ nhất năm 1985 là sự kiện thể thao được diễn ra tại Hà Nội, Việt Nam từ ngày 22 đến 29 tháng 9 năm 1985 với 15 môn thi đấu.

## Đại hội

### Các môn thi đấu
Chương trình Đại hội 1985 bao gồm 15 môn thi đấu:
- Bắn súng

- Bóng bàn

- Bóng chuyền

- Bóng đá

- Bóng rổ

- Bơi lặn

- Bơi vượt sông truyền thống Bạch Đằng

- Cầu lông

- Chạy việt dã Tiền phong

- Cờ vua

- Điền kinh

- Đua xe đạp xuyên Việt

- Quần vợt

- Thể dục

- Vật tự do

### Bảng tổng sắp huy chương
|    | Đơn Vị                | Vàng | Bạc | Đồng | Tổng |
| -- | --------------------- | ---- | --- | ---- | ---- |
| 1  | Thành phố Hồ Chí Minh | 43   | 39  | 20   | 93   |
| 2  | Hà Nội                | 24   | 24  | 25   | 73   |
| 3  | Quân Đội              | 20   | 21  | 20   | 61   |
| 4  | Thanh Hóa             | 11   | 2   | 4    | 17   |
| 5  | Công an nhân dân      | 6    | 3   | 10   | 19   |
| 6  | Hải Phòng             | 4    | 12  | 14   | 30   |
| 7  | Phú Khánh             | 3    | 4   | 7    | 14   |
| 8  | Hà Sơn Bình           | 3    | 2   | 1    | 6    |
| 9  | Hải Hưng              | 2    | 4   | 7    | 13   |
| 10 | Hà Nam Ninh           | 2    | 4   | 2    | 8    |
| 11 | Quảng Nam - Đà Nẵng   | 2    | 0   | 2    | 4    |
| 12 | Hoàng Liên Sơn        | 2    | 0   | 1    | 3    |
| 13 | Bình Trị Thiên        | 1    | 4   | 1    | 6    |
| 14 | Quảng Ninh            | 1    | 2   | 2    | 5    |
| 15 | Hà Bắc                | 1    | 2   | 1    | 4    |
| 16 | Đồng Nai              | 1    | 1   | 2    | 4    |
| 17 | Thái Bình             | 0    | 5   | 2    | 7    |
| 18 | Hậu Giang             | 0    | 2   | 1    | 3    |
| 19 | Tiền Giang            | 0    | 2   | 1    | 3    |
| 20 | Nghệ Tĩnh             | 0    | 2   | 1    | 3    |
| 21 | Đồng Tháp             | 0    | 0   | 3    | 3    |
| 22 | Cửu Long              | 0    | 0   | 2    | 2    |
| 23 | Bến Tre               | 0    | 0   | 2    | 2    |
| 24 | An Giang              | 0    | 0   | 2    | 2    |
| 25 | Bắc Thái              | 0    | 0   | 1    | 1    |
| 26 | Vũng Tàu - Côn Đảo    | 0    | 0   | 1    | 1    |
| 27 | Long An               | 0    | 0   | 1    | 1    |